# HD34968
HD34968 — подвійна зоря. 
Ця подвійна система має видиму зоряну величину в смузі V приблизно 4,7.
Вона розташована на відстані близько 458,7 світлових років від Сонця.

## Подвійна зоря
Головна зоря цієї системи належить до хімічно пекулярних зір й має спектральний клас B9.
В той же час спектральний клас іншої компоненти залишається  ще не визначеним.

## Фізичні характеристики
Зоря HD34968 обертається 
досить швидко 
навколо своєї осі. Проєкція її екваторіальної швидкості на промінь зору становить  Vsin(i)= 84км/сек.